# Hans Reiner
Hans Paul Reiner (* 19. November 1896 in Waldkirch; † 4. September 1991 in Freiburg) war ein deutscher Philosoph.

## Biografie
Hans Reiner studierte in Freiburg, München und Marburg bei Edmund Husserl und Martin Heidegger Philosophie sowie bei Rudolf Otto Theologie. 1926 erfolgte die Promotion in Freiburg bei Husserl, 1931 die Habilitation in Halle. Er trat am 1. Juni 1933 in den NSLB und wurde 1934 vom Stahlhelm in die SA überführt. Am 19. Juni 1937 beantragte er die Aufnahme in die NSDAP und wurde rückwirkend zum 1. Mai 1937 aufgenommen (Mitgliedsnummer 4.345.279). Nach dem Krieg kehrte Reiner nach Freiburg zurück und erhielt 1947 einen philosophischen Lehrauftrag. 1951 wurde er Gastprofessor und 1957 planmäßiger außerordentlicher Professor für Ethik.
Geprägt von seinen Lehrern war Reiner Phänomenologe. Zugleich verband er dieses aber mit seinem persönlichen Thema der Wertethik als Lehre von den sittlichen Gegebenheiten der Lebenswelt. Aufbauend auf Scheler und Hartmann, jedoch ohne deren ontologische Grundannahmen, entwickelte er dabei ein eigenes anthropologisch ausgerichtetes Konzept, das international Beachtung fand. Eckdaten seiner Philosophie sind die drei Grundvermögen des Wertgefühls, der Vernunft und der Freiheit sowie die Unterscheidung in objektiv bedeutsame und subjektiv bedeutsame Werte, aus denen Reiner im Sinne der Maximen Kants dann Vorzugsprinzipien entwickelte, die entsprechend dem Grundverständnis des kategorischen Imperativs zu bewerten sind.
Reiner begründete das von ihm entworfene neue phänomenologische System der Ethik – in Auseinandersetzung mit Kant – in seinem Werk „Pflicht und Neigung“ (1951). Das Buch war auch eine Kritik an seinem Lehrer Heidegger. Vinzenz Rüfner schrieb, Reiner habe „den wunden Punkt Heideggers getroffen, wenn er ihm vorhält, dass er die sittlichen Phänomene in einer den Phänomenbestand verändernden Deutung präsentiere und damit das Erbe Husserls und die sauberen methodischen Prinzipien preisgebe. [...] Mit vollem Recht wirft er Heideggers Methoden vor, dass sie zur Bodenlosigkeit führen.“
In zahlreichen Veröffentlichungen setzte Reiner sich u. a. mit der thomistischen Ethik auseinander, wandte sich auch rechtsphilosophisch-politischen Themen zu und legte 1964 eine neue Begründung des Naturrechts vor. In einem später mehrfach gedruckten Rundfunkvortrag „Der Sinn unseres Daseins“ erweiterte er seine Systematik zu einer philosophischen Lebensanschauung. Werke von Reiner sind in spanischer, japanischer und koreanischer Übersetzung erschienen.
Für Reinhard Lauth war er „zweifellos der bedeutendste deutsche Ethiker seit Scheler und Hartmann.“

## Universitätsreform im Dritten Reich
In seinem Werk Die Existenz der Wissenschaft und ihre Objektivität.
Die Grundfrage der Universität und ihrer Erneuerung (1934), einer niedergeschriebenen Rede vor Studenten, entwirft Hans Reiner mit existentialistischen Kategorien einen Plan zur Erneuerung der Universität. Als Ziel der Wissenschaft wird es gesehen, die Wahrheit zu erkennen und den Standort des Menschen zu bestimmen. Aus der Erkenntnis des Standortes werden die Einsatzmöglichkeiten des Menschen ersichtlich. Diese Einsatzmöglichkeiten sind an Werte gebunden. Es gilt, gute Werte anzustreben und falsche Werte zu ersetzen. Insbesondere ist es die Aufgabe der Führer des Führerstaats diese Werte zu erkennen. Der Einsatzmöglichkeit soll die Einsatzbereitschaft entsprechen. Der Trieb der "rein erkennenden Hingabe an das Seiende" wird gesehen als "die Waffe des menschlichen Geistes zur Eroberung der Welt" (zitiert nach Max Niemeyer, Halle, 1934, S. 36 f.).

## Veröffentlichungen
- Freiheit, Wollen und Aktivität. Phänomenologische Untersuchungen in Richtung auf das Problem der Willensfreiheit, Halle 1927
- Phänomenologische und menschliche Existenz, Halle 1931
- Der Grund der sittlichen Bindung und das sittlich Gute. Ein Versuch, das Kantische Sittengesetz auf dem Boden seiner heutigen Gegner zu erneuern, Halle 1932
- Das Phänomen des Glaubens, dargestellt in Hinblick auf das Problem seines metaphysischen Gehalts, Halle 1934
- Die Existenz der Wissenschaft und ihre Objektivität. Die Grundfrage der Universität und ihrer Erneuerung, Halle, M. Niemeyer, 1934
- Das Prinzip von Gut und Böse, Freiburg 1949
- Pflicht und Neigung. Die Grundlagen der Sittlichkeit, erörtert und neu bestimmt mit besonderem Bezug auf Kant und Schiller, Meisenheim 1951
- Die Ehre. Kritische Sichtung einer abendländischen Lebens- und Sittlichkeitsform, Darmstadt 1956
- Der Sinn unseres Daseins, Tübingen 1960 (3. Aufl. Freiburg 1987)
- Die philosophische Ethik. Ihre Fragen und Lehren in Geschichte und Gegenwart, Heidelberg 1964
- Grundlagen, Grundsätze und Einzelnormen des Naturrechts, Freiburg 1964
- Gut und Böse. Ursprung und Wesen der sittlichen Grunduntertscheidungen, Freiburg 1965
- Die Grundlagen der Sittlichkeit (erw. Aufl. von Pflicht und Neigung), Meisenheim 1974